# Anni 1460
Gli anni 1460 sono il decennio che comprende gli anni dal 1460 al 1469 inclusi.

## Eventi, invenzioni e scoperte
- Cosimo de' Medici entra in possesso dei testi ermetici (composti dal Corpus Hermeticum) di Ermete Trismegisto, destinati ad avere un'importanza fondamentale sulla storia del pensiero rinascimentale dell'Occidente europeo. Egli incarica Marsilio Ficino di tradurli dal greco in latino. Questi termina la traduzione nel 1463, lo stesso anno in cui Tommaso Benci finisce di tradurli in italiano volgare. La traduzione latina di Ficino verrà stampata solo nel 1471.